# Molly Renshaw
Molly Jane Renshaw (Mansfield, 6 de mayo de 1996) es una deportista británica que compite en natación, especialista en el estilo braza.
Ganó dos medallas en el Campeonato Mundial de Natación en Piscina Corta, oro en 2016 y bronce en 2021, cuatro medallas en el Campeonato Europeo de Natación entre los años 2014 y 2021, y una medalla de plata en el Campeonato Europeo de Natación en Piscina Corta de 2019.
Participó en dos Juegos Olímpicos de Verano, ocupando el sexto lugar en Río de Janeiro 2016 y en Tokio 2020, la prueba de 200 m braza.

## Palmarés internacional
| Campeonato Mundial en Piscina Corta | Campeonato Mundial en Piscina Corta | Campeonato Mundial en Piscina Corta | Campeonato Mundial en Piscina Corta |
| Año                                 | Lugar                               | Medalla                             | Prueba                              |
| ----------------------------------- | ----------------------------------- | ----------------------------------- | ----------------------------------- |
| 2016                                | Windsor (Canadá)                    | Medalla de oro                      | 200 m braza                         |
| 2021                                | Abu Dabi (EAU)                      | Medalla de bronce                   | 200 m braza                         |
| Campeonato Europeo                  |                                     |                                     |                                     |
| Año                                 | Lugar                               | Medalla                             | Prueba                              |
| 2014                                | Berlín (Alemania)                   | Medalla de plata                    | 200 m braza                         |
| 2018                                | Glasgow (Reino Unido)               | Medalla de bronce                   | 200 m braza                         |
| 2021                                | Budapest (Hungría)                  | Medalla de oro                      | 200 m braza                         |
| 2021                                | Budapest (Hungría)                  | Medalla de oro                      | 4 × 100 m estilos                   |
| Campeonato Europeo en Piscina Corta |                                     |                                     |                                     |
| Año                                 | Lugar                               | Medalla                             | Prueba                              |
| 2019                                | Glasgow (Reino Unido)               | Medalla de plata                    | 200 m braza                         |